# サリム・メジクンヌ
サリム・メジクンヌ（Salim Medjkoune、1972年1月4日 - ）は、フランスの男性プロボクサー。ピュイ＝ド＝ドーム県オービエール出身。元WBA世界スーパーバンタム級王者。

## 来歴
1992年1月27日、フランスでプロデビューし、6回判定勝ち。
1995年3月24日、フランスバンタム級王座を獲得。
1996年7月11日、EBU欧州ジュニアフェザー級王者ビンセンツォ・ベルカストロと対戦し、8回TKO勝ちで王座を獲得した。同王座の初防衛戦で陥落した。その後、同王座に2度挑戦するも王座獲得ならず。
2000年8月29日、フランススーパーバンタム級王座を獲得した。同王座は1度の防衛に成功した。
2001年3月6日、EBU欧州スーパーバンタム級王座に返り咲いた。同王座は2度の防衛に成功した。
2002年10月9日、44戦目で世界王座初挑戦。WBA世界スーパーバンタム級王者佐藤修に挑戦し、12回判定勝ちで世界王座を獲得した。同王座は1度の防衛に成功した。
2003年7月4日、2度目の防衛戦で同国人のマヤル・モンシプールと対戦し、12回TKO負けで王座から陥落した。
2004年5月27日、王者マヤル・モンシプールと再戦し、8回TKO負けで王座返り咲きに失敗。この試合を最後に引退した。

## 獲得タイトル
- WBA世界スーパーバンタム級王座（防衛1度）